# Marko Dolenc
Marko Dolenc, né le 27 septembre 1972 à Ljubljana, est un biathlète et fondeur slovène actif de 1992 à 2004. 

## Carrière
Marko Dolenc prend part à sa première course en Coupe du monde en 1993 à Pokljuka, mais à sa deuxième cinq ans plus tard au même lieu. Cela vient du fait de son activité dans les compétitions internationales de ski de fond, Dolenc prenant part notamment aux Championnats du monde 1995. Lors de la saison 1999-2000, il devient titulaire dans l'équipe de biathlon slovène et marque ses premiers points à Hochfilzen directement avec une 22e place. En 2002, il est cinquième à Antholz, là où même il finit troisième du relais et monte donc sur son premier podium en Coupe du monde.
Il obtient un seul podium individuel durant sa carrière dans la Coupe du monde de biathlon, en terminant troisième de l'individuel d'Östersund lors de la saison 2002-2003. Il a participé aux Jeux olympiques d'hiver de 2002, où son meilleur résultat individuel est une treizième place à l'individuel. Dans les Championnats du monde, ses meilleurs résultats sont neuvième de la poursuite en 2003 (après être remonté de la 37e position au départ) et cinquième du relais.

## Palmarès

### Jeux olympiques d'hiver
| Épreuve / Édition                   | Individuel | Sprint | Poursuite | Départ en masse | Relais | Relais mixte                     |
| Jeux olympiques 2002 Salt Lake City | 13e        | 27e    | 29e       | —               | 10e    | Épreuve inexistante à cette date |

Légende :
- — : pas de participation à l'épreuve
- : pas d'épreuve

### Championnats du monde
| Épreuve / Édition             | individuel | Sprint | Poursuite | Départ en masse | Relais | Course par équipes               |
| Mondiaux 2000 Oslo Lahti      | 45e        | 31e    | 37e       | -               | 14e    | Épreuve inexistante à cette date |
| Mondiaux 2001 Pokljuka        | 71e        | 32e    | 27e       | -               | 7e     | Épreuve inexistante à cette date |
| Mondiaux 2003 Khanty-Mansiysk | 31e        | 37e    | 9e        | 30e             | 5e     | Épreuve inexistante à cette date |
| Mondiaux 2004 Oberhof         | 19e        | 31e    | 24e       | -               | 12e    | Épreuve inexistante à cette date |

Légende :

 : épreuve inexistante à cette date

— : pas de participation à cette épreuve

### Coupe du monde
- Meilleur classement général : 25e en 2003 et 2004 .
- 1 podium individuel : 1 troisième place.
- 1 podium en relais : 1 troisième place.

#### Classements annuels
| Année | Classement général final |
| 2000  | 48e                      |
| 2001  | 37e                      |
| 2002  | 32e                      |
| 2003  | 25e                      |
| 2004  | 25e                      |

### Championnats du monde de biathlon d'été
- Médaille de bronze du sprint en 2003 (cross).